# Женская сборная Испании по футболу
Женская сборная Испании по футболу — испанская футбольная сборная, выступающая на чемпионатах Европы и мира среди женских команд. Контролируется Королевской Испанской футбольной федерацией. Так же, как и мужская сборная, женская сборная является чемпионом мира (2023). Главный тренером команды является Монтсеррат Томе, первая женщина на этом посту. Наибольшее количество матчей за сборную сыграла Алексия Путельяс — 117 матчей; лучший бомбардир сборной — Дженнифер Эрмосо (56 мячей). Действующий капитан сборной — нападающая испанского клуба «Барселона» Ирен Паредес.
По состоянию на 15 марта 2024 года сборная занимает 1-е место в рейтинге женских сборных ФИФА.

## Состав сборной
Следующие игроки были включены в состав сборной на Чемпионат Европы по футболу среди женщин 2022.
| №              | Имя                   | Клуб              | Дата рождения    | Возраст | Игр     | Голов   |
| Вратари        | Вратари               | Вратари           | Вратари          | Вратари | Вратари | Вратари |
| -------------- | --------------------- | ----------------- | ---------------- | ------- | ------- | ------- |
| 1              | Галлардо, Лола        | Атлетико Мадрид   | 10 июня 1993     | 29      | 37      | 0       |
| 13             | Сандра Паньос         | Барселона         | 4 ноября 1992    | 29      | 52      | 0       |
| 23             | Миса Родригес         | Реал Мадрид       | 22 июля 1999     | 22      | 5       | 0       |
| Защитники      |                       |                   |                  |         |         |         |
| 2              | Она Батлье            | Манчестер Юнайтед | 10 июня 1999     | 23      | 23      | 0       |
| 3              | Александри, Лайя      | Атлетико Мадрид   | 25 августа 2000  | 21      | 11      | 2       |
| 4              | Ирен Паредес          | Барселона         | 4 июля 1991      | 31      | 86      | 9       |
| 5              | Ивана Андрес          | Реал Мадрид       | 13 июля 1994     | 27      | 36      | 0       |
| 15             | Уахаби, Лейла         | Барселона         | 22 марта 1993    | 29      | 49      | 1       |
| 16             | Мария Пилар Леон      | Барселона         | 13 июня 1995     | 27      | 50      | 1       |
| 19             | Ольга Кармона         | Реал Мадрид       | 12 июня 2000     | 22      | 10      | 0       |
| 20             | Андреа Перейра        | Барселона         | 19 сентября 1993 | 28      | 41      | 0       |
| Полузащитники  |                       |                   |                  |         |         |         |
| 6              | Айтана Бонмати        | Барселона         | 18 января 1998   | 24      | 42      | 15      |
| 7              | Ирен Герреро          | Леванте           | 12 декабря 1996  | 25      | 14      | 4       |
| 8              | Мариона Кальдентей    | Барселона         | 19 марта 1996    | 26      | 49      | 18      |
| 11             | Кардона, Марта        | Реал Мадрид       | 26 мая 1995      | 27      | 18      | 1       |
| 12             | Патриция Гихарро      | Барселона         | 17 мая 1998      | 24      | 46      | 10      |
| 18             | Тереса Абельейра      | Реал Мадрид       | 9 января 2000    | 22      | 5       | 0       |
| 21             | Гарсия, Шейла         | Атлетико Мадрид   | 15 марта 1997    | 25      | 7       | 0       |
| Нападающие     |                       |                   |                  |         |         |         |
| 9              | Эстер Гонсалес        | Реал Мадрид       | 8 декабря 1992   | 29      | 23      | 15      |
| 10             | Дель Кастильо, Афинея | Реал Мадрид       | 24 октября 2000  | 21      | 11      | 3       |
| 14             | Сарьеги, Амайур       | Реал Сосьедад     | 13 декабря 2000  | 21      | 12      | 12      |
| 17             | Гарсия, Лусия         | Атлетик Бильбао   | 14 июля 1998     | 23      | 22      | 8       |
| 22             | Клаудия Пина          | Барселона         | 12 августа 2001  | 20      | 4       | 0       |
| Главный тренер |                       |                   |                  |         |         |         |
| Флаг Испании   | Хорхе Вильда          | Хорхе Вильда      | 7 июля 1981      | 41      |         |         |

## История выступления на международных турнирах
Чемпион       Финалист       3-е место       4-е место или Полуфинал  

### Участие в чемпионатах мира
| 1991  | Не прошла квалификацию | Не прошла квалификацию | Не прошла квалификацию | Не прошла квалификацию | Не прошла квалификацию | Не прошла квалификацию | Не прошла квалификацию | Не прошла квалификацию | Не прошла квалификацию | ЕВРО-1991 | ЕВРО-1991 | ЕВРО-1991 | ЕВРО-1991 | ЕВРО-1991 | ЕВРО-1991 | ЕВРО-1991 | Кереда, Игнасио |
| 1995  | Не прошла квалификацию | Не прошла квалификацию | Не прошла квалификацию | Не прошла квалификацию | Не прошла квалификацию | Не прошла квалификацию | Не прошла квалификацию | Не прошла квалификацию | Не прошла квалификацию | ЕВРО-1991 | ЕВРО-1991 | ЕВРО-1991 | ЕВРО-1991 | ЕВРО-1991 | ЕВРО-1991 | ЕВРО-1991 | Кереда, Игнасио |
| 1999  | Не прошла квалификацию | Не прошла квалификацию | Не прошла квалификацию | Не прошла квалификацию | Не прошла квалификацию | Не прошла квалификацию | Не прошла квалификацию | Не прошла квалификацию | Не прошла квалификацию | 6         | 0         | 2         | 4         | 5         | 10        | -5        | Кереда, Игнасио |
| 2003  | Не прошла квалификацию | Не прошла квалификацию | Не прошла квалификацию | Не прошла квалификацию | Не прошла квалификацию | Не прошла квалификацию | Не прошла квалификацию | Не прошла квалификацию | Не прошла квалификацию | 6         | 2         | 0         | 4         | 8         | 11        | -3        | Кереда, Игнасио |
| 2007  | Не прошла квалификацию | Не прошла квалификацию | Не прошла квалификацию | Не прошла квалификацию | Не прошла квалификацию | Не прошла квалификацию | Не прошла квалификацию | Не прошла квалификацию | Не прошла квалификацию | 8         | 4         | 2         | 2         | 19        | 14        | +5        | Кереда, Игнасио |
| 2011  | Не прошла квалификацию | Не прошла квалификацию | Не прошла квалификацию | Не прошла квалификацию | Не прошла квалификацию | Не прошла квалификацию | Не прошла квалификацию | Не прошла квалификацию | Не прошла квалификацию | 8         | 6         | 1         | 1         | 37        | 4         | +33       | Кереда, Игнасио |
| 2015  | Групповой этап         | 20                     | 3                      | 0                      | 1                      | 2                      | 2                      | 4                      | -2                     | 10        | 9         | 1         | 0         | 42        | 2         | +40       | Кереда, Игнасио |
| 2019  | 1/8 финала             | 12                     | 4                      | 1                      | 1                      | 2                      | 4                      | 4                      | 0                      | 8         | 8         | 0         | 0         | 25        | 2         | +23       | Вильда, Хорхе   |
| 2023  | Чемпион                | 1                      | 7                      | 6                      | 0                      | 1                      | 18                     | 7                      | +11                    | 8         | 8         | 0         | 0         | 53        | 0         | +53       | Вильда, Хорхе   |
| 2027  |                        |                        |                        |                        |                        |                        |                        |                        |                        |           |           |           |           |           |           |           |                 |
| Итого | Итого                  | 3/10                   | 14                     | 7                      | 2                      | 5                      | 24                     | 15                     |                        | 55        | 38        | 6         | 11        | 189       | 43        |           |                 |

### Участие в чемпионатах Европы
| 1984  | Не участвовала         | Не участвовала         | Не участвовала         | Не участвовала         | Не участвовала         | Не участвовала         | Не участвовала         | Не участвовала         | Не участвовала         | Участие отклонено | Участие отклонено | Участие отклонено | Участие отклонено | Участие отклонено | Участие отклонено | Участие отклонено | Теодоро Ньето   |
| 1987  | Не прошла квалификацию | Не прошла квалификацию | Не прошла квалификацию | Не прошла квалификацию | Не прошла квалификацию | Не прошла квалификацию | Не прошла квалификацию | Не прошла квалификацию | Не прошла квалификацию | 6                 | 1                 | 1                 | 4                 | 7                 | 8                 | -1                | Теодоро Ньето   |
| 1989  | Не прошла квалификацию | Не прошла квалификацию | Не прошла квалификацию | Не прошла квалификацию | Не прошла квалификацию | Не прошла квалификацию | Не прошла квалификацию | Не прошла квалификацию | Не прошла квалификацию | 8                 | 2                 | 2                 | 4                 | 4                 | 8                 | -4                | Кереда, Игнасио |
| 1991  | Не прошла квалификацию | Не прошла квалификацию | Не прошла квалификацию | Не прошла квалификацию | Не прошла квалификацию | Не прошла квалификацию | Не прошла квалификацию | Не прошла квалификацию | Не прошла квалификацию | 6                 | 0                 | 2                 | 4                 | 3                 | 13                | -10               | Кереда, Игнасио |
| 1993  | Не прошла квалификацию | Не прошла квалификацию | Не прошла квалификацию | Не прошла квалификацию | Не прошла квалификацию | Не прошла квалификацию | Не прошла квалификацию | Не прошла квалификацию | Не прошла квалификацию | 4                 | 1                 | 1                 | 2                 | 2                 | 6                 | -4                | Кереда, Игнасио |
| 1995  | Не прошла квалификацию | Не прошла квалификацию | Не прошла квалификацию | Не прошла квалификацию | Не прошла квалификацию | Не прошла квалификацию | Не прошла квалификацию | Не прошла квалификацию | Не прошла квалификацию | 6                 | 3                 | 3                 | 0                 | 29                | 0                 | 29                | Кереда, Игнасио |
| 1997  | Полуфинал              | 4                      | 4                      | 1                      | 1                      | 2                      | 3                      | 4                      | -1                     | 6                 | 1                 | 2                 | 3                 | 8                 | 15                | -7                | Кереда, Игнасио |
| 2001  | Не прошла квалификацию | Не прошла квалификацию | Не прошла квалификацию | Не прошла квалификацию | Не прошла квалификацию | Не прошла квалификацию | Не прошла квалификацию | Не прошла квалификацию | Не прошла квалификацию | 6                 | 1                 | 1                 | 4                 | 6                 | 17                | -11               | Кереда, Игнасио |
| 2005  | Не прошла квалификацию | Не прошла квалификацию | Не прошла квалификацию | Не прошла квалификацию | Не прошла квалификацию | Не прошла квалификацию | Не прошла квалификацию | Не прошла квалификацию | Не прошла квалификацию | 8                 | 2                 | 1                 | 5                 | 10                | 10                | 0                 | Кереда, Игнасио |
| 2009  | Не прошла квалификацию | Не прошла квалификацию | Не прошла квалификацию | Не прошла квалификацию | Не прошла квалификацию | Не прошла квалификацию | Не прошла квалификацию | Не прошла квалификацию | Не прошла квалификацию | 8                 | 5                 | 2                 | 1                 | 24                | 7                 | 17                | Кереда, Игнасио |
| 2013  | Четвертьфинал          | 7                      | 4                      | 1                      | 1                      | 2                      | 5                      | 7                      | -2                     | 10                | 6                 | 2                 | 2                 | 43                | 14                | 29                | Кереда, Игнасио |
| 2017  | Четвертьфинал          | 8                      | 4                      | 1                      | 1                      | 2                      | 2                      | 3                      | -1                     | 8                 | 8                 | 0                 | 0                 | 40                | 2                 | 38                | Вильда, Хорхе   |
| 2022  | Четвертьфинал          | 6                      | 4                      | 2                      | 0                      | 2                      | 6                      | 5                      | 1                      | 8                 | 7                 | 1                 | 0                 | 48                | 1                 | 47                | Вильда, Хорхе   |
| 2025  | Квалифицировалась      | Квалифицировалась      | Квалифицировалась      | Квалифицировалась      | Квалифицировалась      | Квалифицировалась      | Квалифицировалась      | Квалифицировалась      | Квалифицировалась      | 4                 | 4                 | 0                 | 0                 | 15                | 3                 | +12               | Монсеррат Томе  |
| Итого | 4/13                   | 4                      | 16                     | 5                      | 3                      | 8                      | 16                     | 19                     | -3                     | 88                | 41                | 18                | 29                | 239               | 105               | 134               | -               |

### Участие в Олимпийских играх
| Финальные стадии | Финальные стадии       | Финальные стадии       | Финальные стадии       | Финальные стадии       | Финальные стадии       | Финальные стадии       | Финальные стадии       | Финальные стадии       | Финальные стадии       |                 | Тренеры |
| Год              | Результат              | #                      | М                      | В                      | Н*                     | П                      | МЗ                     | МП                     | РМ                     |                 | Тренеры |
| ---------------- | ---------------------- | ---------------------- | ---------------------- | ---------------------- | ---------------------- | ---------------------- | ---------------------- | ---------------------- | ---------------------- | --------------- | ------- |
| 1996             | Не прошла квалификацию | Не прошла квалификацию | Не прошла квалификацию | Не прошла квалификацию | Не прошла квалификацию | Не прошла квалификацию | Не прошла квалификацию | Не прошла квалификацию | Не прошла квалификацию | Кереда, Игнасио |         |
| 2000             | Не прошла квалификацию | Не прошла квалификацию | Не прошла квалификацию | Не прошла квалификацию | Не прошла квалификацию | Не прошла квалификацию | Не прошла квалификацию | Не прошла квалификацию | Не прошла квалификацию | Кереда, Игнасио |         |
| 2004             | Не прошла квалификацию | Не прошла квалификацию | Не прошла квалификацию | Не прошла квалификацию | Не прошла квалификацию | Не прошла квалификацию | Не прошла квалификацию | Не прошла квалификацию | Не прошла квалификацию | Кереда, Игнасио |         |
| 2008             | Не прошла квалификацию | Не прошла квалификацию | Не прошла квалификацию | Не прошла квалификацию | Не прошла квалификацию | Не прошла квалификацию | Не прошла квалификацию | Не прошла квалификацию | Не прошла квалификацию | Кереда, Игнасио |         |
| 2012             | Не прошла квалификацию | Не прошла квалификацию | Не прошла квалификацию | Не прошла квалификацию | Не прошла квалификацию | Не прошла квалификацию | Не прошла квалификацию | Не прошла квалификацию | Не прошла квалификацию | Кереда, Игнасио |         |
| 2016             | Не прошла квалификацию | Не прошла квалификацию | Не прошла квалификацию | Не прошла квалификацию | Не прошла квалификацию | Не прошла квалификацию | Не прошла квалификацию | Не прошла квалификацию | Не прошла квалификацию | Вильда, Хорхе   |         |
| 2020             | Не прошла квалификацию | Не прошла квалификацию | Не прошла квалификацию | Не прошла квалификацию | Не прошла квалификацию | Не прошла квалификацию | Не прошла квалификацию | Не прошла квалификацию | Не прошла квалификацию | Вильда, Хорхе   |         |
| 2024             | Квалифицировалась      | Квалифицировалась      | Квалифицировалась      | Квалифицировалась      | Квалифицировалась      | Квалифицировалась      | Квалифицировалась      | Квалифицировалась      | Квалифицировалась      | Монсеррат Томе  |         |
| Итого            | 1/8                    | -                      | -                      | -                      | -                      | -                      | -                      | -                      | -                      | -               |         |